# Ковач (връх)
Вижте пояснителната страница за други значения на Ковач.
Връх Ковач, до 1942 г. Налбант, e връх в Източна Рила и дава името на едноименния дял в планината. Висок е 2634 m. Намира се в община Якоруда, от където е и най-лесно достъпен.
Източните склонове на върха са отвесни и подходящи за алпинизъм. Достъпен е откъм южния си склон, до който се достига за час и половина от местността „Нехтеница“. Върви се по поречието на Малка баненска река. След достигане на южния склон се предприема изкачване на север. Теренът е полегат и е лесно достъпен. Друг вариант за изкачване на върха е от хижа „Грънчар“. Тръгва се по пътеката към връх Мусала. След достигане на седловината Джанка (Долни куки) се тръгва на юг. След около 1 час път се достига върхът. Финалното изкачване по северния склон е доста стръмно, но не и опасно.

## Галерия
- Връх Ковач, сниман от юг
- Върхът, сниман от Суха вапа